# Rhigognostis
Rhigognostis é um gênero de mariposa pertencente à família Acrolepiidae.